# 1402
Пізнє Середньовіччя •  Відродження •  Реконкіста •  Ганза •  Столітня війна •  Велика схизма •  Монгольська імперія

## Геополітична ситуація
Правитель османських турків султан Баязид I потрапив у полон до Тимура, в османській державі почався період безвладдя. Імператором Візантії є Мануїл II Палеолог (до 1425), а королем Німеччини Рупрехт з родини Віттельсбахів. У Франції править Карл VI Божевільний (до 1422).
Апеннінський півострів розділений: північ належить Священній Римській імперії, середню частину займає Папська область, південь належить Неаполітанському королівству. Деякі міста півночі: Венеція, Піза, Генуя тощо, мають статус міст-республік. Триває боротьба гвельфів та гібелінів.
Майже весь Піренейський півострів займають християнські Кастилія і Леон, де править Енріке III (до 1406), Арагонське королівство, де править Мартін I Арагонський (до 1410), та Португалія, де королює Жуан I Великий (до 1433). Під владою маврів залишилися тільки землі на самому півдні.
Генріх IV є королем Англії (до 1413). У Кальмарській унії (Норвегії, Данії та Швеції) владу утримує Маргарита I Данська, офіційним королем є Ерік Померанський. В Угорщині править Сигізмунд I Люксембург (до 1437). Королем польсько-литовської держави є Владислав II Ягайло (до 1434). У Великому князівстві Литовському княжить Вітовт.
Частина руських земель перебуває під владою Золотої Орди. Галичина входить до складу Польщі. Волинь належить Великому князівству Литовському. У Києві княжить Андрій Іванович Гольшанський (до 1410). Московське князівство очолює Василь I.
Монгольська імперія займає більшу частину Азії, але вона розділена на окремі улуси. На заході євразійських степів править Золота Орда. У Семиріччі, Ірані, Месопотамії та Малій Азії владу утримує самарканський емір Тамерлан.
У Єгипті панують мамлюки, а Мариніди — у Магрибі. У Китаї править династія Мін. Значними державами Індостану є Делійський султанат, Бахмані, Віджаянагара. В Японії триває період Муроматі.
Цивілізація мая переживає посткласичний період. У долині Мехіко склалася цивілізація ацтеків. Почала зароджуватися цивілізація інків.

## Події
- Король Польсько-литовської держави Ягайло одружився з Анною Цельською, внучкою польського короля Казимира III Великого.
- Молдавський господар Олександр Добрий визнав себе васалом Польщі.
- Помер міланський правитель Джан Галеаццо Вісконті, перед тим розгромивши сили Болоньї та Флоренції в битві біля Казальвеккіо. Його володіння розділили між собою три сини.
- Король Кастилії Енріке III послав норманця Жана де Бетанкура колонізувати Канарські острови. Цю подію вважають початком Іспанської імперії.
- Засновано Вюрцбурзький університет.

- 20 липня середньо-азійський емір Тимур (Тамерлан) розгромив армію отоманського султана Баязида I Блискавичного у битві при Ангорі (нині — Анкара), а його самого взяв у полон.
  - В османській державі почався період боротьби за владу між синами Баязида I.
  - Скориставшись з розвалу османської держави, Стефан Лазаревич проголосив себе деспотом Сербії.
  - Мануїл II Палеолог повернувся на престол Візантії.
- Іоаніти Смирни відмовилися перейти в іслам або платити данину Тамерлану, й за його наказом населення міста було вирізано.
- У Китаї завершився 5-річний період війни імператора Чжу Юньвеня з повстанцями, яких очолював його власний дядько Чжу Ді. Повстанці здобули перемогу. 13 липня в Нанкіні імператор згорів у власному палаці. Чжу Ді став новим імператором династії Мін.